# 林妘樺
林妘樺（2001年3月4日—）為臺灣女子籃球運動員，來自嘉義縣鹿草鄉，出身水上國中和東泰高中，就讀高中時場上位置為中鋒，進入世新大學以後轉型改打前鋒。

## 外部連結
- 林妘樺在Eurobasket.com（球員）（英语）